# 小久江美代吉
小久江 美代吉（おぐえ みよきち、1880年（明治13年）2月15日 - 1979年（昭和54年）8月18日）は、日本の政治家、弁護士。衆議院議員（立憲民政党）。

## 略歴
1880年（明治13年）2月、静岡県小笠郡笠原村に生まれる。1901年（明治34年）に明治法律学校を卒業し、1903年（明治36年）に和仏法律学校（現・法政大学）を卒業する。判事検事登用試験に合格し、司法官試補を経て、弁護士業に従事する。
神田区会議員、東京市会議員・学務委員などを経て、1928年（昭和3年）に第16回衆議院議員総選挙に出馬し、当選する。以降、第17回衆議院議員総選挙、第19回衆議院議員総選挙に当選する。
終身東京市会議員の待遇を受け、また、法政大学・明治大学の評議員を務めた。

## 著書
- 『江木法相の憲法違犯論』星鳳社、1926年。